# Sonny Stevens
Sonny Stevens (Hoorn, 22 giugno 1992) è un calciatore olandese, portiere del Dewa Utd.

## Carriera

### Club
Cresciuto nel Volendam, nel 2013, dopo 42 partite disputate in prima squadra, passa al Twente in Eredivisie dove fa il secondo portiere e gioca 8 partite con la seconda squadra. Nel corso della stagione 2014-2015 debutta in prima squadra in sostituzione del titolare Marsman.

### Nazionale
Ha giocato nella nazionale olandese Under-20.

## Palmarès

### Club

#### Competizioni nazionali
- Eerste Divisie: 1

Cambuur: 2020-2021